# Открытый чемпионат Гамбурга по теннису среди женщин
Открытый чемпионат Гамбурга на грунтовых кортах (англ. MSC Hamburg Ladies Open) — профессиональный международный теннисный турнир, проходящий летом в Гамбурге на открытых грунтовых кортах комплекcа «Am Rothenbaum». С 2025 года относится к серии WTA 250 с призовым фондом около 275 тысяч евро и турнирной сеткой, рассчитанной на 32 участницы в одиночном разряде и 16 пар.

## История
Турнир был организован в 1896 году, как часть Международного чемпионата Германии. Приз проводился до 1978 года, несколько раз менял города проведения, выдержав на гамбургских кортах 64 турнира. С 1979 года тот приз был закреплён за берлинским «Rot-Weiss Tennis Club», а в Гамбурге с 1982 года организовали свой чемпионат. Новый турнир пережил три периода истории, самым известным из которых стал отрезок с 1987 по 2002 год, когда здесь восемь раз побеждала Штеффи Граф. Современная история приза начинается в 2021 году, когда чемпионат был перезапущен при содействии тогдашних организаторов мужского турнира в Гамбурге.
Особую известность в средствах массовой информации получил турнир 1993 года, когда в рамках четвертьфинального матча было совершено нападение на корте на Монику Селеш. В перерыве между геймами Гюнтер Пархе, подбежал к представительнице Югославии и воткнул ей в спину на полтора сантиметра разделочный нож. Напавшего схватили телохранители и брат теннисистки, девушка была немедленно госпитализирована. Рана оказалась не опасной, но Моника надолго отказалась от игр, ссылаясь на психологические проблемы, в результате которых она перестала выступать в турнирах и стала сторониться людей. Селеш закрылась в своём доме в Сарасоте (штат Флорида), который был оборудован высокими стенами, сигнализацией и камерами слежения. Как заявлял на суде её лечащий врач Джерри Мэй «…она очень боится, плачет и чувствует себя очень нервозно. Спит плохо и во сне видит кошмары. Она опасается, что Пархе нападёт на неё снова».

## Финалы турнира
| Год  | Чемпионка                 | Финалистка            | Счёт           |
| ---- | ------------------------- | --------------------- | -------------- |
| 2025 | Лоис Буассон              | Анна Бондар           | 7-5 6-3        |
| 2024 | Анна Бондар               | Аранча Рус            | 6-4 6-2        |
| 2023 | Аранча Рус                | Нома Ноа-Акугуэ       | 6-0 7-6(3)     |
| 2022 | Бернарда Пера             | Анетт Контавейт       | 6-2 6-4        |
| 2021 | Елена-Габриэла Русе       | Андреа Петкович       | 7-6(6) 6-4     |
| 2002 | Ким Клейстерс             | Винус Уильямс         | 1-6 6-3 6-4    |
| 2001 | Винус Уильямс (2)         | Меган Шонесси         | 6-3 6-0        |
| 2000 | Мартина Хингис (2)        | Аранча Санчес Викарио | 6-3 6-3        |
| 1999 | Винус Уильямс             | Мэри Пирс             | 6-0 6-3        |
| 1998 | Мартина Хингис            | Яна Новотна           | 6-3 7-5        |
| 1997 | Ива Майоли                | Руксандра Драгомир    | 6-3 6-2        |
| 1996 | Аранча Санчес Викарио (3) | Кончита Мартинес      | 4-6 7-6 6-0    |
| 1995 | Кончита Мартинес          | Мартина Хингис        | 6-1 6-0        |
| 1994 | Аранча Санчес Викарио (2) | Штеффи Граф           | 4-6 7-6 7-6    |
| 1993 | Аранча Санчес Викарио     | Штеффи Граф           | 6-3 6-3        |
| 1992 | Штеффи Граф (6)           | Аранча Санчес Викарио | 7-6(5) 6-2     |
| 1991 | Штеффи Граф (5)           | Моника Селеш          | 7-5 6-7(4) 6-3 |
| 1990 | Штеффи Граф (4)           | Аранча Санчес Викарио | 5-7 6-0 6-1    |
| 1989 | Штеффи Граф (3)           | Яна Новотна           | Без игры       |
| 1988 | Штеффи Граф (2)           | Катерина Малеева      | 6-4 6-2        |
| 1987 | Штеффи Граф               | Изабель Куэто         | 6-2 6-2        |
| 1983 | Андреа Темешвари          | Ева Пфафф             | 6-4 6-2        |
| 1982 | Лайза Бондер              | Рената Томанова       | 6-3 6-2        |

| Год  | Чемпионки                                             | Финалистки                              | Счёт           |
| ---- | ----------------------------------------------------- | --------------------------------------- | -------------- |
| 2025 | Надежда Киченок Макото Ниномия                        | Анна Бондар Аранча Рус                  | 6-4 3-6 [11-9] |
| 2024 | Анна Бондар Кимберли Циммерман                        | Аранча Рус Нина Стоянович               | 5-7 6-3 [11-9] |
| 2023 | Анна Данилина Александра Панова                       | Мириам Колодзиёва Анжела Куликов        | 6-4 6-2        |
| 2022 | Софи Чанг Анжела Куликов                              | Мию Като Алдила Сутджиади               | 6-3 4-6 [10-6] |
| 2021 | Жасмин Паолини Джил Тайхман                           | Астра Шарма Розали ван дер Хук          | 6-0 6-4        |
| 2002 | Мартина Хингис (2) Барбара Шетт (2)                   | Даниэла Гантухова Аранча Санчес Викарио | 6-1 6-1        |
| 2001 | Кара Блэк Елена Лиховцева                             | Квета Грдличкова Барбара Риттнер        | 6-2 4-6 6-2    |
| 2000 | Анна Курникова Наталья Зверева                        | Николь Арендт Манон Боллеграф           | 6-7 6-2 6-4    |
| 1999 | Лариса Савченко-Нейланд (2) Аранча Санчес Викарио (3) | Аманда Кётцер Яна Новотна               | 6-2 6-1        |
| 1998 | Барбара Шетт Патти Шнидер                             | Мартина Хингис Яна Новотна              | 7-6 3-6 6-3    |
| 1997 | Анке Хубер Мэри Пирс                                  | Руксандра Драгомир Ива Майоли           | 2-6 7-6 6-2    |
| 1996 | Аранча Санчес Викарио (2) Бренда Шульц                | Джиджи Фернандес Мартина Хингис         | 4-6 7-6 6-4    |
| 1995 | Джиджи Фернандес (2) Мартина Хингис                   | Кончита Мартинес Патрисия Тарабини      | 6-2 6-3        |
| 1994 | Яна Новотна (4) Аранча Санчес Викарио                 | Евгения Манюкова Лейла Месхи            | 6-3 6-2        |
| 1993 | Штеффи Граф (2) Ренне Стаббс (2)                      | Лариса Савченко-Нейланд Яна Новотна     | 6-4 7-6        |
| 1992 | Штеффи Граф Ренне Стаббс                              | Манон Боллеграф Аранча Санчес Викарио   | 4-6 6-3 6-4    |
| 1991 | Яна Новотна (3) Лариса Савченко-Нейланд               | Аранча Санчес Викарио Хелена Сукова     | 7-5 6-1        |
| 1990 | Джиджи Фернандес Мартина Навратилова                  | Лариса Савченко-Нейланд Хелена Сукова   | 6-2 6-3        |
| 1989 | Изабель Демонжо Натали Тозья                          | Яна Новотна Хелена Сукова               | Без игры       |
| 1988 | Яна Новотна (2) Тина Шойер                            | Андреа Бецнер Юдит Визнер               | 6-4 6-2        |
| 1987 | Клаудиа Коде-Кильш (2) Яна Новотна                    | Наталья Егорова Лейла Месхи             | 7-6 7-6        |
| 1983 | Беттина Бунге Клаудиа Коде-Кильш                      | Иванна Мадруга Катрин Танвье            | 7-5 6-4        |
| 1982 | Элизабет Экблом Лена Сандин                           | Патрисия Медраду Клаудия Монтейро       | 7-6 6-3        |